# Stravné
Stravné (též lidově diety, z latinského per diem, za den) označuje pevně stanovenou částku, kterou poskytuje organizace jednotlivci – obvykle zaměstnavatel zaměstnanci – na úhradu životních nákladů během služební cesty.
Diety mohou pokrývat buď část, nebo veškeré výdaje, které pracovník na cestě vynaloží. Například mohou zahrnovat příspěvek na ubytování, nebo se mohou vztahovat pouze na stravu, zatímco náklady na ubytování jsou propláceny zvlášť, hrazeny předem, nebo fakturovány přímo zaměstnavateli. 
Pevně stanovené sazby diet odstraňují potřebu, aby zaměstnanci vypracovávali podrobné vyúčtování výdajů s přiloženými účtenkami. Zaměstnavatel místo toho vyplácí zaměstnancům paušální denní částku bez ohledu na skutečně vynaložené náklady. V některých zemích daňové předpisy stanovují maximální výši denního stravného. Pokud zaměstnavatel vyplatí vyšší částku, může být část přesahující stanovený limit považována za zdanitelný příjem.

## Česko
Zákoník práce zahrnuje ustanovení o stravném na tuzemských služebních cestách a zahraničních služebních cestách. Vyplácí se zaměstnancům jako součást mzdy či platu, nebo formou zálohy vyplacené před cestou. Nedaní se a je osvobozeno od odvodů na sociální a zdravotní pojištění.

### Tuzemské služební cesty
Stravné náleží zaměstnanci, který byl vyslán na služební cestu delší než 5 hodin. Zákon stanovuje sazby stravného v závislosti na délce služební cesty a zmocňuje Ministerstvo práce a sociálních věcí, aby každoročně s platností od 1. ledna vyhláškou tyto sazby upravovalo podle údajů Českého statistického úřadu o cenách jídel a nealkoholických nápojů ve veřejném stravování. Pro zaměstnance kteří pobírají mzdu (tj. v soukromém sektoru) stanovuje zákon minimální sazby stravného; pro zaměstnance, kteří pobírají plat (tj. ve veřejném sektoru) stanovuje i maximální sazby.
S platností od 1. ledna 2025 jsou sazby stravného následující:
| Sektor   | Délka služební cesty | Délka služební cesty | Délka služební cesty |
| Sektor   | 5 až 12 hodin        | 12 až 18 hodin       | 18 až 24 hodin       |
| -------- | -------------------- | -------------------- | -------------------- |
| soukromý | minimálně 148 Kč     | minimálně 225 Kč     | minimálně 353 Kč     |
| veřejný  | 148 až 177 Kč        | 225 až 271 Kč        | 353 až 422 Kč        |

### Zahraniční služební cesty
Zaměstnanci přísluší zahraniční stravné:
- ve výši základní sazby, pokud doba strávená v zahraničí trvá v kalendářním dni déle než 18 hodin;
- ve výši dvou třetin základní sazby, pokud doba strávená v zahraničí trvá v kalendářním dni 12 až 18 hodin;
- ve výši jedné třetiny základní sazby, pokud doba strávená v zahraničí trvá v kalendářním dni 12 hodin a méně, avšak alespoň 1 hodinu;
- trvá-li doba strávená mimo území České republiky méně než 1 hodinu, zahraniční stravné se neposkytuje.

Dobou rozhodnou pro vznik práva zaměstnance na zahraniční stravné je doba přechodu státní hranice České republiky, kterou oznámí zaměstnanec zaměstnavateli, nebo doba odletu z České republiky a příletu do České republiky při letecké přepravě. Výši denních sazeb zahraničního stravného pravidelně s platností od 1. ledna stanovuje Ministerstvo financí vyhláškou, a to na základě návrhu Ministerstva zahraničních věcí vypracovaného podle podkladů zastupitelských úřadů o cenách jídel a nealkoholických nápojů ve veřejných stravovacích zařízeních střední kvalitativní třídy a v zařízeních první kvalitativní třídy v rozvojových zemích Asie, Afriky a Latinské Ameriky, a s využitím statistických údajů mezinárodních institucí.
S platností od 1. ledna 2025 jsou sazby zahraničního stravného následující:
| Stát/země                              | Kód měny | Měna            | Základní sazba |
| -------------------------------------- | -------- | --------------- | -------------- |
| Afghánistán                            | EUR      | euro            | 45             |
| Albánie                                | EUR      | euro            | 40             |
| Alžírsko                               | EUR      | euro            | 50             |
| Andorra                                | EUR      | euro            | 50             |
| Angola                                 | EUR      | euro            | 60             |
| Argentina                              | USD      | americký dolar  | 55             |
| Arménie                                | EUR      | euro            | 50             |
| Austrálie a Oceánie - ostrovní státy   | USD      | americký dolar  | 70             |
| Ázerbájdžán                            | EUR      | euro            | 40             |
| Bahamy                                 | USD      | americký dolar  | 60             |
| Bahrajn                                | EUR      | euro            | 45             |
| Bangladéš                              | USD      | americký dolar  | 50             |
| Belgie                                 | EUR      | euro            | 50             |
| Belize                                 | USD      | americký dolar  | 50             |
| Benin                                  | EUR      | euro            | 45             |
| Bermudy                                | USD      | americký dolar  | 50             |
| Bělorusko                              | EUR      | euro            | 45             |
| Bhútán                                 | USD      | americký dolar  | 50             |
| Bolívie                                | USD      | americký dolar  | 50             |
| Bosna a Hercegovina                    | EUR      | euro            | 40             |
| Botswana                               | EUR      | euro            | 50             |
| Brazílie                               | USD      | americký dolar  | 60             |
| Brunej                                 | USD      | americký dolar  | 40             |
| Bulharsko                              | EUR      | euro            | 40             |
| Burkina Faso                           | EUR      | euro            | 40             |
| Burundi                                | USD      | americký dolar  | 55             |
| Čad                                    | EUR      | euro            | 50             |
| Černá Hora                             | EUR      | euro            | 45             |
| Čína                                   | EUR      | euro            | 50             |
| Dánsko                                 | EUR      | euro            | 65             |
| Džibutsko                              | USD      | americký dolar  | 65             |
| Egypt                                  | EUR      | euro            | 50             |
| Ekvádor                                | USD      | americký dolar  | 50             |
| Eritrea                                | USD      | americký dolar  | 50             |
| Estonsko                               | EUR      | euro            | 45             |
| Etiopie                                | EUR      | euro            | 50             |
| Filipíny                               | EUR      | euro            | 40             |
| Finsko                                 | EUR      | euro            | 65             |
| Francie                                | EUR      | euro            | 50             |
| Francouzská zámořská území             | EUR      | euro            | 50             |
| Gabon                                  | EUR      | euro            | 50             |
| Gambie                                 | EUR      | euro            | 45             |
| Ghana                                  | EUR      | euro            | 55             |
| Gibraltar                              | EUR      | euro            | 40             |
| Gruzie                                 | EUR      | euro            | 45             |
| Guatemala                              | USD      | americký dolar  | 45             |
| Guinea                                 | EUR      | euro            | 50             |
| Guinea-Bissau                          | EUR      | euro            | 45             |
| Guyana                                 | USD      | americký dolar  | 50             |
| Honduras                               | USD      | americký dolar  | 45             |
| Hongkong                               | EUR      | euro            | 50             |
| Chile                                  | USD      | americký dolar  | 55             |
| Chorvatsko                             | EUR      | euro            | 50             |
| Indie                                  | EUR      | euro            | 45             |
| Indonésie                              | EUR      | euro            | 40             |
| Irák                                   | EUR      | euro            | 55             |
| Írán                                   | EUR      | euro            | 40             |
| Irsko                                  | EUR      | euro            | 55             |
| Island                                 | EUR      | euro            | 65             |
| Itálie                                 | EUR      | euro            | 55             |
| Izrael                                 | USD      | americký dolar  | 60             |
| Japonsko                               | USD      | americký dolar  | 65             |
| Jemen                                  | EUR      | euro            | 35             |
| Jihoafrická republika                  | EUR      | euro            | 50             |
| Jižní Súdán                            | USD      | americký dolar  | 55             |
| Jordánsko                              | EUR      | euro            | 50             |
| Kambodža                               | USD      | americký dolar  | 45             |
| Kamerun                                | EUR      | euro            | 50             |
| Kanada                                 | USD      | americký dolar  | 50             |
| Kapverdy                               | EUR      | euro            | 40             |
| Karibik - ostrovní státy               | USD      | americký dolar  | 60             |
| Katar                                  | USD      | americký dolar  | 50             |
| Kazachstán                             | EUR      | euro            | 45             |
| Keňa                                   | EUR      | euro            | 45             |
| Kolumbie                               | USD      | americký dolar  | 45             |
| Komory                                 | USD      | americký dolar  | 55             |
| Konžská republika                      | USD      | americký dolar  | 60             |
| Konžská demokratická republika         | USD      | americký dolar  | 65             |
| Korejská lidově demokratická republika | EUR      | euro            | 45             |
| Korejská republika                     | EUR      | euro            | 60             |
| Kosovo                                 | EUR      | euro            | 45             |
| Kostarika                              | USD      | americký dolar  | 50             |
| Kuba                                   | EUR      | euro            | 60             |
| Kuvajt                                 | EUR      | euro            | 40             |
| Kypr                                   | EUR      | euro            | 45             |
| Kyrgyzstán                             | EUR      | euro            | 40             |
| Laos                                   | USD      | americký dolar  | 45             |
| Lesotho                                | EUR      | euro            | 45             |
| Libanon                                | USD      | americký dolar  | 60             |
| Libérie                                | EUR      | euro            | 45             |
| Libye                                  | EUR      | euro            | 50             |
| Lichtenštejnsko                        | CHF      | švýcarský frank | 75             |
| Litva                                  | EUR      | euro            | 40             |
| Lotyšsko                               | EUR      | euro            | 45             |
| Lucembursko                            | EUR      | euro            | 55             |
| Macao                                  | EUR      | euro            | 45             |
| Madagaskar                             | EUR      | euro            | 45             |
| Maďarsko                               | EUR      | euro            | 50             |
| Malajsie                               | USD      | americký dolar  | 45             |
| Malawi                                 | USD      | americký dolar  | 45             |
| Maledivy                               | USD      | americký dolar  | 55             |
| Mali                                   | EUR      | euro            | 50             |
| Malta                                  | EUR      | euro            | 50             |
| Maroko                                 | EUR      | euro            | 50             |
| Mauretánie                             | EUR      | euro            | 45             |
| Mauricius                              | EUR      | euro            | 55             |
| Mexiko                                 | USD      | americký dolar  | 50             |
| Moldavsko                              | EUR      | euro            | 45             |
| Monako                                 | EUR      | euro            | 45             |
| Mongolsko                              | EUR      | euro            | 40             |
| Mosambik                               | EUR      | euro            | 55             |
| Myanmar                                | USD      | americký dolar  | 55             |
| Namibie                                | EUR      | euro            | 50             |
| Německo                                | EUR      | euro            | 45             |
| Nepál                                  | USD      | americký dolar  | 50             |
| Niger                                  | EUR      | euro            | 50             |
| Nigérie                                | EUR      | euro            | 50             |
| Nikaragua                              | USD      | americký dolar  | 45             |
| Nizozemsko                             | EUR      | euro            | 50             |
| Norsko                                 | EUR      | euro            | 65             |
| Nový Zéland                            | USD      | americký dolar  | 65             |
| Omán                                   | EUR      | euro            | 50             |
| Pákistán                               | EUR      | euro            | 50             |
| Panama                                 | USD      | americký dolar  | 50             |
| Paraguay                               | USD      | americký dolar  | 50             |
| Peru                                   | USD      | americký dolar  | 52             |
| Pobřeží slonoviny                      | EUR      | euro            | 40             |
| Polsko                                 | EUR      | euro            | 50             |
| Portugalsko                            | EUR      | euro            | 45             |
| Rakousko                               | EUR      | euro            | 45             |
| Rovníková Guinea                       | EUR      | euro            | 50             |
| Rumunsko                               | EUR      | euro            | 45             |
| Rusko                                  | EUR      | euro            | 45             |
| Rwanda                                 | USD      | americký dolar  | 55             |
| Řecko                                  | EUR      | euro            | 40             |
| Salvador                               | USD      | americký dolar  | 45             |
| San Marino                             | EUR      | euro            | 55             |
| Saúdská Arábie                         | EUR      | euro            | 50             |
| Senegal                                | EUR      | euro            | 55             |
| Severní Makedonie                      | EUR      | euro            | 40             |
| Seychely                               | EUR      | euro            | 55             |
| Sierra Leone                           | EUR      | euro            | 40             |
| Singapur                               | USD      | americký dolar  | 65             |
| Spojené arabské emiráty                | USD      | americký dolar  | 55             |
| Slovensko                              | EUR      | euro            | 35             |
| Slovinsko                              | EUR      | euro            | 40             |
| Somálsko                               | USD      | americký dolar  | 55             |
| Spojené státy americké                 | USD      | americký dolar  | 65             |
| Srbsko                                 | EUR      | euro            | 40             |
| Srí Lanka                              | USD      | americký dolar  | 50             |
| Středoafrická republika                | USD      | americký dolar  | 50             |
| Súdán                                  | USD      | americký dolar  | 55             |
| Surinam                                | USD      | americký dolar  | 50             |
| Svatý Tomáš a Princův ostrov           | EUR      | euro            | 40             |
| Svazijsko                              | EUR      | euro            | 50             |
| Sýrie                                  | EUR      | euro            | 60             |
| Španělsko                              | EUR      | euro            | 50             |
| Švédsko                                | EUR      | euro            | 65             |
| Švýcarsko                              | CHF      | švýcarský frank | 75             |
| Tádžikistán                            | EUR      | euro            | 40             |
| Tanzanie                               | USD      | americký dolar  | 55             |
| Thajsko                                | EUR      | euro            | 40             |
| Tchaj-wan                              | EUR      | euro            | 45             |
| Togo                                   | EUR      | euro            | 40             |
| Tunisko                                | EUR      | euro            | 50             |
| Turecko                                | EUR      | euro            | 45             |
| Turkmenistán                           | EUR      | euro            | 45             |
| Uganda                                 | USD      | americký dolar  | 55             |
| Ukrajina                               | EUR      | euro            | 45             |
| Uruguay                                | USD      | americký dolar  | 60             |
| Uzbekistán                             | EUR      | euro            | 40             |
| Vatikán                                | EUR      | euro            | 55             |
| Velká Británie                         | GBP      | britská libra   | 45             |
| Venezuela                              | USD      | americký dolar  | 65             |
| Vietnam                                | EUR      | euro            | 40             |
| Zambie                                 | USD      | americký dolar  | 55             |
| Zimbabwe                               | USD      | americký dolar  | 50             |
| Ostatní země zde neuvedené             | EUR      | euro            | 35             |